# Spionagemuseum (Tampere)
Het Spionagemuseum (Fins:Vaikolumuseo) is een museum in de Finse stad Tampere. Het is een van de eerste musea die geheel gewijd was aan spionage en ontvangt jaarlijks ongeveer 20.0000 toeristen van over de hele wereld.Het museum wijdt zich aan de geschiedenis van het spionage en probeert er een realistischer beeld aan te geven. Het bevat veel objecten die bijvoorbeeld in de koude oorlog gebruikt werden en geeft gedetailleerde informatie over beroemde spionnen zoals de Rosenbergs en Mata Hari. Het museum bevindt zich in de oude Finlayson-fabriek in het centrum van de stad.